# Capo dell'Apostolo Andrea (Cipro)
Il Capo dell'Apostolo Andrea (in greco Ακρωτήριο Αποστόλου Ανδρέα?, in turco Zafer Burnu, "Capo della Vittoria") si trova all'estremità nord-orientale dell'isola di Cipro. Attualmente è sotto il controllo della Repubblica turca di Cipro del Nord (stato autoproclamato e riconosciuto solo dalla Turchia). Amministrativamente fa parte del comune di Dipkarpaz e del distretto di İskele. Il Capo, raggiungibile con difficoltà da veicoli normali a causa dello stato pessimo degli ultimi 3 km della strada proveniente da Dipkarpaz, ospita una piccola stazione della polizia turco cipriota, occupata 24 ore su 24.

## Geografia
Il capo costituisce la punta orientale della penisola di Karpas. Ad alcune centinaia di metri a est del capo si trovano gli isolotti Klidés.
La città di Latakia, in Siria, si trova a circa 109 km a est del promontorio ed è separata da questo dal Mar di Levante. Nelle giornate limpide è possibile osservare la costa turca (Mardin e l'Hatay), e le montagne della Siria.
A 8 km dal capo dell'Apostolo Andrea si trova la più grande spiaggia dell'isola, Altın Kum ("spiaggia d'oro" in turco), chiamata Ναγκομί (pr. "Nankomí") in greco.
La zona del capo è frequentata da gabbiani, ormai rari altrove sull'isola, ed è uno dei migliori posti sull'isola per il birdwatching.

## Storia
La collina  subito a ovest del capo ospita le rovine del villaggio fortificato di Kastro. I ritrovamenti archeologici sul posto partono dal VII millennio a.C.. Al capo si arrestò nel 1192 la fuga dell'usurpatore Isacco Comneno, che li' venne fatto prigioniero dai crociati di Riccardo Cuor di Leone.
A 4 km a sud-ovest del promontorio si trova il Monastero dell'Apostolo Andrea, meta di pellegrinaggi dopo un miracolo accaduto nel 1912.